# Pellevoisin
Pellevoisin és un municipi francès, situat al departament de l'Indre i a la regió de Centre – Vall del Loira. L'any 2007 tenia 875 habitants.

## Demografia

### Població
El 2007 la població de fet de Pellevoisin era de 875 persones. Hi havia 347 famílies, de les quals 136 eren unipersonals (72 homes vivint sols i 64 dones vivint soles), 119 parelles sense fills, 76 parelles amb fills i 16 famílies monoparentals amb fills.
La població ha evolucionat segons el següent gràfic:
Habitants censats

### Habitatges
El 2007 hi havia 476 habitatges, 353 eren l'habitatge principal de la família, 79 eren segones residències i 43 estaven desocupats. 457 eren cases i 16 eren apartaments. Dels 353 habitatges principals, 241 estaven ocupats pels seus propietaris, 103 estaven llogats i ocupats pels llogaters i 9 estaven cedits a títol gratuït; 8 tenien una cambra, 39 en tenien dues, 71 en tenien tres, 96 en tenien quatre i 139 en tenien cinc o més. 289 habitatges disposaven pel capbaix d'una plaça de pàrquing. A 165 habitatges hi havia un automòbil i a 123 n'hi havia dos o més.

### Piràmide de població
La piràmide de població per edats i sexe el 2009 era:
| Homes | Edats   | Dones |
| ----- | ------- | ----- |
| 0     | 95 o +  | 8     |
| 4     | 90 a 94 | 32    |
| 16    | 85 a 89 | 16    |
| 4     | 80 a 84 | 20    |
| 20    | 75 a 79 | 16    |
| 20    | 70 a 74 | 36    |
| 36    | 65 a 69 | 40    |
| 24    | 60 a 64 | 40    |
| 32    | 55 a 59 | 8     |
| 32    | 50 a 54 | 28    |
| 24    | 45 a 49 | 20    |
| 32    | 40 a 44 | 24    |
| 28    | 35 a 39 | 28    |
| 32    | 30 a 34 | 16    |
| 12    | 25 a 29 | 24    |
| 12    | 20 a 24 | 32    |
| 12    | 15 a 19 | 32    |
| 16    | 10 a 14 | 8     |
| 32    | 5 a 9   | 16    |
| 24    | 0 a 4   | 20    |

## Economia
El 2007 la població en edat de treballar era de 486 persones, 305 eren actives i 181 eren inactives. De les 305 persones actives 272 estaven ocupades (158 homes i 114 dones) i 33 estaven aturades (14 homes i 19 dones). De les 181 persones inactives 60 estaven jubilades, 28 estaven estudiant i 93 estaven classificades com a «altres inactius».

### Ingressos
El 2009 a Pellevoisin hi havia 350 unitats fiscals que integraven 724,5 persones, la mediana anual d'ingressos fiscals per persona era de 15.072 €.

### Activitats econòmiques
Dels 42 establiments que hi havia el 2007, 1 era d'una empresa extractiva, 2 d'empreses alimentàries, 2 d'empreses de fabricació de material elèctric, 3 d'empreses de fabricació d'altres productes industrials, 7 d'empreses de construcció, 7 d'empreses de comerç i reparació d'automòbils, 2 d'empreses de transport, 3 d'empreses d'hostatgeria i restauració, 1 d'una empresa d'informació i comunicació, 1 d'una empresa immobiliària, 6 d'empreses de serveis, 5 d'entitats de l'administració pública i 2 d'empreses classificades com a «altres activitats de serveis».
Dels 10 establiments de servei als particulars que hi havia el 2009, 1 era una oficina de correu, 1 taller de reparació d'automòbils i de material agrícola, 1 paleta, 1 guixaire pintor, 2 fusteries, 2 lampisteries i 2 perruqueries.
Dels 4 establiments comercials que hi havia el 2009, 1 era una botiga de més de 120 m², 1 una botiga de menys de 120 m², 1 una fleca i 1 una joieria.
L'any 2000 a Pellevoisin hi havia 33 explotacions agrícoles que ocupaven un total de 1.800 hectàrees.

## Equipaments sanitaris i escolars
L'únic equipament sanitari que hi havia el 2009 era una farmàcia.
El 2009 hi havia una escola elemental integrada dins d'un grup escolar amb les comunes properes formant una escola dispersa.

## Poblacions més properes
El següent diagrama mostra les poblacions més properes.